# Exeristes ruficollis
Exeristes ruficollis är en stekelart som först beskrevs av Johann Ludwig Christian Gravenhorst 1829.  Exeristes ruficollis ingår i släktet Exeristes och familjen brokparasitsteklar. Arten är reproducerande i Sverige. Inga underarter finns listade i Catalogue of Life.